# Nelson Rosenvald
Nelson Rosenvald (Rio de Janeiro, 16 de novembro de 1966), advogado, parecerista, jurista convidado como membro da comissão de reforma do Código Civil (2023), foi Procurador de Justiça do Ministério Público de Minas Gerais, é professor de Direito Civil do corpo permanente do doutorado e mestrado do Instituto Brasiliense de Direito Público (IDP)
. Atua como Professor convidado de diversas outras instituições nacionais e internacionais, palestrante, autor e coordenador de relevantes obras jurídicas, além de Presidente do IBERC (Instituto Brasileiro de Responsabilidade Civil).

## Formação acadêmica
- Bacharel em Direito pela Universidade do Estado do Rio de Janeiro (UERJ) - 1984-1988
- Mestre em Direito Civil pela Pontifícia Universidade Católica de São Paulo (PUC/SP). Sua dissertação, intitulada “Dignidade da pessoa humana e Boa Fé”, foi orientada pelo Prof. Renan Lotufo - 2002-2004
- Doutor em Direito Civil pela Pontifícia Universidade Católica de São Paulo (PUC/SP). Sua tese, “Cláusula penal: A pena privada no direito civil“, também foi orientada pelo Prof. Renan Lotufo - 2004-2007
- Pós-Doutor em Direito Civil pela Università degli Studi di Roma Tre, Itália. A pesquisa, sob orientação do Prof. Salvatore Mazzamuto, se intitulou "As funções da responsabilidade civil" - 2011
- Pós-Doutor em Direito Societário pela Universidade de Coimbra, Portugal. Sob a orientação do Prof. Coutinho de Abreu, apresentou a tese "Tutela inibitória nos grupos societários”, aprovada com nota máxima pelo júri composto pelos professores Coutinho de Abreu, Engrácia Antunes e Sinde Monteiro - 2015
- Visiting Academic na Oxford Faculty of Law, Reino Unido, focado em Tort Law. Seu projeto, “A responsabilidade civil no ilícito lucrativo” contou com a orientação dos professores Donal Nolan e James Goudkamp - 2016-2017
- Professor visitante na Universidade Carlos III de Madrid, sob a orientação do Professor Pedro del Olmo - 2018

## Carreira
No campo acadêmico, Rosenvald atuou como Professor Visitante na Universidade de Oxford (2016/2017) e na Universidade Carlos III, Espanha (2018). Lecionou Direito Civil em várias instituições de ensino no Brasil, sendo professor permanente do Mestrado e Doutorado (PPGD) do Instituto Brasileiro de Ensino, Desenvolvimento e Pesquisa (IDP-DF).
Rosenvald é Procurador de Justiça do Ministério Público de Minas Gerais, tendo ingressado na carreira em 1989 e, por 34 anos atuou no âmbito do direito privado. Em 2023, assumiu a Coordenadoria de Controle da Constitucionalidade dessa instituição.
Preside o Instituto Brasileiro de Responsabilidade Civil (IBERC) desde 2017, é membro da Society of Legal Scholars (Reino Unido), do Grupo Ibero-americano de Responsabilidade Civil e é Fellow do European Law Institute (ELI-Vienna).

## Publicações
Nelson Rosenvald publicou como autor 17 livros no campo do direito privado, além de diversos artigos em revistas especializadas nacionais e estrangeiras e coordenou inúmeras obras coletivas.
Suas obras abordam as áreas de Direito Civil e Direito Societário, sendo muitas delas utilizadas por estudantes e profissionais do Direito como referência básica.
Sua bibliografia abrange uma ampla gama de tópicos relacionados ao Direito privado por diversas editoras:
- "Dignidade da pessoa humana e boa-fé" - Editora Saraiva, São Paulo, 2004.
- "O Direito Civil em movimento - Desafios Contemporâneos" - 4.ed, Editora Juspodivm, Salvador, 2021.
- "As funções da responsabilidade civil" - 4.ed, Editora Saraiva, São Paulo, 2023.
- "A responsabilidade civil pelo ilícito lucrativo" - 2.ed, Editora Juspodivm, Salvador, 2022.
- "Cláusula Penal" - 3.ed, Editora Foco, Indaiatuba; 2023.
- "Teoria Geral da Responsabilidade Civil" (com Felipe Braga Neto) - Obra no prelo, Editora Foco.
- "Governança nos grupos societários" (Com Fabrício Oliveira) - Editora Foco, Indaiatuba; 2023.
- "Direito Civil - Parte Geral" Vol 1 (com Cristiano Chaves de Farias) Editora juspodivm, 2.ed, Salvador, 2023.
- "Direito das Obrigações" Vol 2 (com Cristiano Chaves de Farias) Editora juspodivm, 2.ed, Salvador, 2023.
- "Direito Civil - Responsabilidade civil" Vol 3 (com Cristiano Chaves de Farias e Felipe Braga Netto) Editora juspodivm, 2.ed, Salvador, 2023.
- "Direito Civil - Contratos" Vol 4 (com Cristiano Chaves de Farias) Editora juspodivm, 2.ed, Salvador, 2023.
- "Direitos Reais" Vol 5 (com Cristiano Chaves de Farias) Editora juspodivm, 2.ed, Salvador, 2023.
- "Direito de Família" Vol 6 (com Cristiano Chaves de Farias) Editora juspodivm, 2.ed, Salvador, 2023.
- "Direito das Sucessões" Vol 7 (com Cristiano Chaves de Farias) Editora juspodivm, 2.ed, Salvador, 2023.
- "Manual de Direito Civil" (com Cristiano Chaves de Farias e Felipe Braga Netto) Editora juspodivm, 2.ed, Salvador, 2023.
- "Leis Civis Comentadas" (com Felipe Braga Netto) Editora juspodivm, 2.ed, Salvador, 2023.
- "Código Civil Comentado" (com Felipe Braga Netto) Editora juspodivm, 4.ed, Salvador, 2023.
- À frente do IBERC, coordenou e participou como coautor de 14 obras essenciais aos estudos da Responsabilidade Civil:

- "Responsabilidade Civil - Novas Tendências" - 2.ed, Editora Foco, 2018.
- "Dano Moral Coletivo" - 1.ed, Editora Foco, 2018.
- "Pessoa Direito E Responsabilidade" - 1.ed, Editora Foco, 2020.
- "Coronavirus E Responsabilidade Civil - Impactos Contratuais E Extracontratuais" - 1.ed, Editora Foco, 2020.
- "Novas Fronteiras Da Responsabilidade Civil - Direito Comparado" - 1.ed, Editora Foco, 2020.
- "Responsabilidade Civil E Novas Tecnologias" - 1.ed, Editora Foco, 2020.
- "Responsabilidade Civil E Medicina" - 1.ed, Editora Foco, 2020.
- "Responsabilidade Civil E Direito De Família" - 1.ed, Editora Foco, 2021.
- "Coronavirus E Responsabilidade Civil - Impactos Contratuais E Extracontratuais" - 2.ed, Editora Foco, 2021.
- "Responsabilidade Civil E Medicina" - 2.ed, Editora Foco, 2021.
- "Responsabilidade Civil E Comunicação" - 1.ed, Editora Foco, 2021.
- "Da Estrutura À Função Da Responsabilidade Civil" - 1.ed, Editora Foco, 2021.
- "Responsabilidade Civil Nas Relações De Consumo" - 1.ed, Editora Foco, 2022.
- "Protagonistas Da Responsabilidade Civil" - 1.ed, Editora Foco, 2022.
- "Responsabilidade Civil E A Luta Pelos Direitos Fundamentais" - 1.ed, Editora Foco, 2023.

## Reconhecimento
O trabalho de Nelson Rosenvald é amplamente reconhecido tanto no Brasil quanto no exterior, cujas contribuições têm influenciado significativamente o campo do Direito Civil e da Responsabilidade Civil. Suas contribuições ao Direito Civil têm sido premiadas diversas vezes.

## Menções
- Consultor Jurídico (Conjur)
- Migalhas
- Tribunal de Justiça do Distrito Federal e Territórios (TJDFT)
- Tribunal de Justiça de São Paulo (TJSP)
- Superior Tribunal de Justiça (STJ)
- Supremo Tribunal Federal (STF)
- Conselho da Justiça Federal (CJF)
- Tribunal Regional Federal da 1ª Região (TRF1)
- Tribunal Regional Federal da 2ª Região (TRF2)
- Tribunal Regional Federal da 3ª Região (TRF3)
- Tribunal Regional Federal da 4ª Região (TRF4)
- Tribunal Regional Federal da 5ª Região (TRF5)
- Tribunal de Justiça do Rio de Janeiro (TJRJ):
- Tribunal de Justiça do Espírito Santo (TJES)
- Tribunal de Justiça de Santa Catarina (TJSC)
- Tribunal de Justiça do Rio Grande do Sul (TJRS)
- Tribunal de Justiça de Minas Gerais (TJMG)
- Tribunal de Justiça do Acre (TJAC)
- Tribunal de Justiça do Amazonas (TJAM)
- Tribunal de Justiça de Roraima (TJRR)
- Tribunal de Justiça de Rondônia (TJRO)
- Tribunal de Justiça do Mato Grosso (TJMT)
- Tribunal de Justiça do Mato Grosso do Sul (TJMS)
- Tribunal de Justiça do Espírito Santo (TJES)
- Tribunal de Justiça do Tocantins (TJTO)
- Tribunal de Justiça do Piauí (TJPI)
- Tribunal de Justiça do Maranhão (TJMA)
- Tribunal de Justiça do Ceará (TJCE)
- Tribunal de Justiça do Rio Grande do Norte (TJRN)
- Tribunal de Justiça da Paraíba (TJPB)
- Tribunal de Justiça de Pernambuco (TJPB)
- Tribunal de Justiça de Alagoas (TJAL)
- Tribunal de Justiça da Bahia (TJBA)
- Tribunal de Justiça de Goiás

## Vida pessoal
Nelson Rosenvald valoriza sua privacidade, mantendo sua vida pessoal reservada. Ele é casado e pai de dois filhos.